# ヴァイアーノ・クレマスコ
ヴァイアーノ・クレマスコ（伊: Vaiano Cremasco）は、イタリア共和国ロンバルディア州クレモナ県にある、人口約3,600人の基礎自治体（コムーネ）。

## 地理

### 位置・広がり

#### 隣接コムーネ
隣接するコムーネは以下の通り。括弧内のLOはローディ県所属を示す。
- バニョーロ・クレマスコ
- クレスピアーティカ (LO)
- モンテ・クレマスコ
- パラッツォ・ピニャーノ
- トレスコーレ・クレマスコ

### 気候分類・地震分類
気候分類では、zona E, 2557 GGに分類される。
また、イタリアの地震リスク階級 (it) では、zona 3 (sismicità bassa) に分類される。

## 姉妹都市
- Veigy-Foncenex、フランス
- Puerto Padre、キューバ